# Komeito (1962–1998)
Đảng Komei còn được gọi là Đảng Công minh, là cựu đảng chính trị duy nhất ở Nhật Bản có liên hệ với tổ chức tôn giáo.

## Lịch sử
Tháng 11 năm 1961, Sokagakkai – 1 tổ chức phật giáo ở Nhật Bản – thành lập liên đoàn chính trị Komei.
Tháng 11 năm 1964, Đảng chính trị Komei chính thức được thành lập.
Ngày 5 tháng 12 năm 1994, Đảng Komei tổ chức Đại hội toàn quốc và quyết định đặt dấu chấm hết cho lịch sử 30 năm hoạt động của Đảng. Những thành viên của Đảng tách ra 2 hướng: một phần nhỏ thành lập CLB Reimei, một phần lớn Đảng viên sáp nhập với Đảng Hòa bình mới để thành lập ra Đảng Komei mới (Tân Komei). Nguyên nhân: các nhà lãnh đạo Komei muốn thay đổi một phần khuynh hướng chính trị của mình và tham gia vào liên minh cầm quyền với Đảng Dân Chủ – Tự Do, Đảng đối lập về tư tưởng với nó trong lịch sử.
Ngày 7 tháng 11 năm 1998, Đảng Tân Komei (公明党,Kōmeitō, viết tắt NKP trong tiếng Anh) được thành lập do sự sáp nhập giữa đảng Komei và đảng Tân Hòa bình.
Chủ tịch đương nhiệm của đảng là ông Natsuo Yamaguchi, hiện tại số lượng đảng viên là 400000 người (bao gồm 190000 nam, 210000 nữ, trong đó có 50000 đảng viên trẻ)

## Đảng Tân Komei
Đảng Tân Komei có truyền thống về những tư tưởng tương tự nhau (có thiên hướng cánh tả và cấp tiến) nhưng hiện nay thì đảng có xu hướng bảo thủ và ôn hòa hơn sau khi đảng được thành lập năm 1998 với sự sáp nhập của Đảng Chính phủ trong sạch và Đảng Tân Hòa bình.
Trong cuộc bầu cử nghị viện năm 2003 và 2004, đảng cũng giành được kết quả tốt nhờ lượng phiếu bầu lớn từ Soka Gakkai.